# 芭比与小凯莉之消失的生日
《芭比与小凯莉之消失的生日》（英語：Barbie & Chelsea: The Lost Birthday）是Mainframe Studios和美泰兒联合製作的3D動畫电影作品。該作為芭比動畫系列的第38部電影。2021年4月16日登陆Netflix线上放映。
台灣於2021年10月11日，以《芭比之生日探險》的片名在東森幼幼台獨家播出。

## 配音演員
| 角色                    | 英語原聲           | 國語配音 | 國語配音 | 國語配音 |
| 角色                    | 英語原聲           | 中國大陸 | 台灣     | 廣東話   |
| ----------------------- | ------------------ | -------- | -------- | -------- |
| 芭比（Barbie）          | 艾美莉卡·杨        | 钟可     | 楊凱凱   | 陳頴琪   |
| 小凯莉（Chelsea）       | 卡西迪·纳贝尔      | 张亚珠   | 李昀晴   | 黃紫甄   |
| 乔治（George）          | 格雷格·春          | 曹真     | 梁興昌   |          |
| 瑪格麗特（Margaret）    | 麗莎·富森          |          | 李昀晴   |          |
| 絲琪柏（Skipper）       | 克絲汀·戴          |          | 楊詩穎   |          |
| 思倩（Stacie）          | 卡珊德拉·李·莫里斯 | 谢莹     | 張乃文   |          |
| 船长（Captain）         | 纳基亚·伯里斯      | 贺若帆   | 張乃文   |          |
| 阿琳（Arlene）          | 萊拉·柏辛斯        | 卢晓彤   | 楊詩穎   |          |
| 鹦鹉（Parrot）          | 萊拉·柏辛斯        | 卢晓彤   | 喬資淯   |          |
| 唐（Don）               | 本·普朗斯基        | 刘兆坤   | 梁興昌   |          |
| 提基塑像（Tiki Statue） | 本·普朗斯基        | 刘兆坤   | 喬資淯   |          |
| 行李员（Porter）        | 雅各布·克拉纳      | 李春胤   | 梁興昌   |          |
| 巨型花（Giant Flower）  | 雅各布·克拉纳      | 李春胤   | 梁興昌   |          |
| 莱西（Lacie）           | 卡珊德拉·李·莫里斯 | 陈婷婷   | 張乃文   |          |

## 歌曲
中國大陸國語版：《创造新的世界》（Make a New Day）
- 唱歌：达比（沐里）、小凯莉（耿铭玲）、和声（桑曼蓉）
- 翻译：刘灿
- 声乐导演：吴君和
- 录音师：吴君和
- 混音师：Diana Kuls
- 配音制作公司：Iyuno Media Group

## 配音译制人员
中國大陸國語版工作人员
- 翻译：刘灿
- 润稿：辛悦
- 配音导演：任永霞
- 录音师：陈声仪
- 混音师：Przemyslaw Kruszewski
- 配音制作公司：Iyuno Media Group

台灣國語版工作人员
- 配音制作公司：晶讚製作

## 外部連結
- 在Netflix上觀看《芭比与小凯莉之消失的生日》
- 互联网电影数据库（IMDb）上《芭比与小凯莉之消失的生日》的资料（英文）
- 豆瓣电影上《芭比与小凯莉之消失的生日》的資料 （简体中文）